# CAIDI
CAIDI (Customer Average Interruption Duration Index) patří mezi základní ukazatele spolehlivosti dodávky elektrické energie. Ukazatel CAIDI představuje průměrnou dobu trvání jednoho přerušení dodávky elektrické energie u odběratele. Jeho hodnota vychází z parametrů ukazatelů SAIDI a SAIFI. Pro výpočet platí vztah:
{\displaystyle {\mbox{CAIDI}}={\frac {\sum {t_{i}N_{i}}}{\sum {\lambda _{i}N_{i}}}}}
kde {\displaystyle \lambda _{i}} je počet přerušení, {\displaystyle N_{i}} je počet odběratelů postižených {\displaystyle i}-tým přerušením dodávky elektrické energie, {\displaystyle t_{i}} je doba trvání {\displaystyle i}-tého přerušení dodávky elektrické energie.
{\displaystyle {\mbox{CAIDI}}={\frac {\mbox{průměrná souhrnná doba trvání přerušení dodávky elektřiny}}{\mbox{průměrný počet přerušení dodávky elektřiny}}}={\frac {\mbox{SAIDI}}{\mbox{SAIFI}}}}
CAIDI se měří v jednotkách času (minuty) a hodnoceným obdobím je zpravidla jeden kalendářní rok. Energetický regulační úřad na svých stránkách každoročně zveřejňuje zprávy o kvalitě obsahující vyhodnocení tohoto ukazatele.